# دریدنوتوس
Dreadnoughtus (نام علمی: Dreadnoughtus) نام یک سرده از تایتاناسور است.
اندازه قطر گردن اسکلت کشف شده این دایناسور حدود یک متر است و استخوان ران آن به اندازه قد انسان است. با توجه به اندازه اسکلت، دانشمدان وزن این دایناسور را حدود شصت تن و طول بدن آن را حدود ۲۶ متر تخمین زده‌اند.